# Missió Preparatòria de les Nacions Unides a Cambodja
La Missió Preparatòria de les Nacions Unides a Cambodja (UNAMIC) va ser una Missió de pau de les Nacions Unides, basada en la Resolució 717 del Consell de Seguretat de les Nacions Unides de 16 d'octubre de 1991, i es va establir des d'octubre de 1991 fins a març de 1992 en preparació per a l'Administració Transitòria de les Nacions Unides a Cambodja (UNTAC).
El 24 de juny de 1991, tots els partits cambodjans de la guerra civil, inclosos el Khmers rojos, van signar una treva negociada sota la mediació de l'ONU. El president del govern de transició, el "Consell Nacional Suprem", va ser Norodom Sihanouk. El 1992, els Khmers rojos es va negar a deixar-se desarmar sota la supervisió de les Nacions Unides en virtut d'aquest Acord de Pau de París. La guerra civil tornà a encendre.
La UNAMIC va ser dirigida des de la seu de Phnom Penh. El més alt oficial d'enllaç era A.H.S. Ataul Karim de Bangladesh i el responsable del lideratge de les forces armades va ser el general de brigada, Michel Loridon, de França. El personal de la UNAMIC era originari d'Algèria, Argentina, Austràlia, Bèlgica, República Federal d'Alemanya, Xina, França, Ghana, Regne Unit, Índia, Indonèsia, Irlanda, Canadà, Malàisia, Nova Zelanda, Àustria, Pakistan, Polònia, Rússia (fins al 24 de desembre de 1991 Unió Soviètica), Senegal, Tailàndia, Tunísia, Uruguai i els EUA. Un total de 15,900 soldats i 3.600 agents de policia van ser desplegats com a part de la UNAMIC, incloses moltes unitats pioneres de compensació de mines. La missió de l'ONU va costar més de 1.500 milions de dòlars.
La missió de la UNTAC, en què la República Federal d'Alemanya també va participar amb tropes del Servei Mèdic Bundeswehr, es considera la primera cooperació oficial del servei mèdic de la Bundeswehr amb les Nacions Unides. L'experiència adquirida aquí va influir significativament en el desenvolupament del servei mèdic de la Bundeswehr.